# کریم اصفهانیان
کریم اصفهانیان نویسنده، پژوهشگر، ادیب، مصحح و شاعر ایرانی قرن چهاردهم هجری خورشیدی است.

## زندگی
کریم اصفهانیان در ۲۷ آبان ۱۳۱۵ خورشیدی در تبریز چشم به جهان گشود و در ۱۳ بهمن ماه ۱۳۹۴ در تهران بر اثر عارضهٔ قلبی درگذشت.
پدرانش اصفهانی و به کار تجارت سرگرم بودند و در ضمن در اصفهان کارخانه زریبافی داشتند. پدر پدربزرگش حاج عبدالحمید تاجر اصفهانی که طرف تجاری حاج امین الضرب معروف بود، چون آذربایجان دروازه اروپا به شمار می‌رفت به تبریز کوچ کرد.
کریم اصفهانیان از کودکی به تهران رفت و تحصیلاتش را در این شهر پی گرفت. دبستان را در ابن سینا، دوره متوسطه را در دبیرستان فیروز بهرام و کلاس دوازدهم را در مدرسه علمیه گذراند. آن گاه وارد دانشکده ادبیات دانشگاه تهران شد و لیسانس گرفت. وی در کلاس‌های دکتری ادبیات و فوق لیسانس علوم اجتماعی نیز شرکت کرد ولی چون متناسب با ذوف ادبی او نبود ادامه نداد.
از استادان او باید به عبدالعظیم خان قریب، جلال الدین همایی، محمدتقی مدرس رضوی، محمد معین، ذبیح‌الله صفا، سیدکاظم عصار، صادق کیا، صادق گوهرین، حسن مینوچهر، صدیقی، بدیع‌الزمان کردستانی، لطفعلی صورتگر، عیسی سپهبدی، احسان یارشاطر و... اشاره داشت.
هم چنین گاه در جلسات درس بزرگان به ویژه بدیع‌الزمان فروزانفر شرکت می‌جست.
سپس به سال ۱۳۴۷ به کار در دانشگاه تهران سرگرم شد. نخستین مسوولیت او ریاست دفتر دکتر ذبیح‌الله صفا در اداره کل انتشارات دانشگاه تهران و آخرینش معاونت دکتر بهرام فره‌وشی مدیرعامل مؤسسه چاپ و انتشارات دانشگاه تهران بود.
به سال ۱۳۶۰ بازنشسته شد. در سال‌های ۱۳۶۳ تا ۱۳۷۲ مدیر امور اداری مجله آینده و مؤسسه روان‌شناسی دانشگاه به ریاست دکتر محمود صناعی بود و از ۱۳۷۲ به مدت ده سال دبیر هیئت مدیره بنیاد موقوفات دکتر محمود افشار یزدی به شمار می‌رفت و در سال‌های اخیر مسوول امور انتشارات این بنیاد بوده است. اصفهانیان در مجموع نیم قرن با استاد ایرج افشار همکاری مستمر داشته است، چه در روزگاری که افشار رئیس انتشارات بود و چه دورانی که مجله آینده را به چاپ می‌سپرد و چه در بنیاد موقوفات دکتر محمود افشار یزدی.
وی چهل سال روی اسناد و مدارک دوره قاجاریه کار کرده است. اسناد خاندان غفاری در هفت جلد رهاورد این پژوهش چهل ساله است که شش جلد آن به دست دانشگاه تهران و یک جلد آن به دست بنیاد موقوفات دکتر افشار چاپ شده است.
همچنین او پانزده سال به انتشار یادنامه دکتر افشار سرگرم بوده که حاصل آن در نوزده جلد چاپ شده و چندی نیز به همکاری در چاپ فرهنگ ایران زمین پرداخته است.
مخزن الوقایع، تاریخ موسسات تمدنی جدید در ایران و ستوده نامه یادمان دکتر منوچهر ستوده از آثاری است که به اهتمام اصفهانیان انتشار یافته است.
اشعار وی در مجلات و مجموعه‌ها و یادنامه‌ها با نام‌های مستعار گوناگون از جمله «طراز تبریزی» به چشم می‌خورد.

## تالیفات
- پژوهش‌های ایرانشناسی (نامواره دکتر محمود افشار): ستوده نامه (۱) در برگیرنده چهل و یک مقاله
- ایرج افشار (به اهتمام)، کریم اصفهانیان (باهمکاری)
- نامواره دکتر محمود افشار جلد۲ / گردآوری ایرج افشار (با همکاری کریم اصفهانیان)
- امین‌الدوله، فرخ‌بن‌مهدی، مجموعه اسناد و مدارک، به کوشش کریم اصفهانیان، دانشگاه تهران، ۱۳۵۴
- مخزن‌الوقایع، به کوشش کریم اصفهانیان و قدرت‌الله روشنی، دانشگاه تهران، ۱۳۴۴ش،
- تاریخ مؤسسات تمدّنی جدید در ایران کریم اصفهانیان و جهانگیر قاجاریه، تهران ۱۳۶۸ ش
- نامواره دکتر محمود افشار مؤلفین: به کوشش ایرج افشار، کریم اصفهانیان

و صدها جلد کتاب و مقاله‌ای که به اهتمام وی به جهت اعتلای زبان و ادب پارسی به رشته تحریر در آمده است